# 1915

## Події
- 18 січня Двадцять одна вимога Японії Китаю.
- 24 квітня — Вірменський геноцид в Османській імперії.
- 29 квітня — 4 травня — переможні бої легіону Українських Січових Стрільців з російськими військами під Маківкою.
- 17 липня — Німеччина і Австрія підписали секретний договір про співпрацю з Болгарією.
- 5 травня — у Відні постала Загальна Українська Рада, загально-українська політична організація, розширення галицької Головної Української Ради.
- Почав виходити австрійський часопис «Розвага» для полонених українців.

### Аварії й катастрофи
- 7 травня — Американський лайнер Лузітанія (Lusitania) затонув біля берегів Ірландії після торпедної атаки німецького підвідного човна. Загинуло 1198 чоловік.
- 27 травня — Британський мінний загороджувач Принцеса Ірена (HMS Princess Irene) зруйнована вибухом власних мін. Загинуло понад 400 чоловік.
- 24 липня — Екскурсійний пароплав Істленд (Eastland) перевернувся біля причалу на річці Чикаго, США. Загинуло 845 чоловік.
- 16 серпня — Британський пасажирський пароплав Арабік (Arabic) був торпедований німецькою субмариною U 24. Загинуло 44 чоловіка.
- 27 вересня — Італійський лінійний корабель Бенедетто Брін (Benedetto Brin) зруйнований у гавані Бриндізі після вибуху кормових льохів. Загинуло 385 чоловік.
- 30 грудня — Британський важкий крейсер Натал (HMS Natal) затонув у затоці Кромарт-Фірт після вибуху кормових льохів. Загинуло 428 чоловік.

### Наука
- Загальна теорія відносності (Альберт Ейнштейн).

## Народились
Дивись також Категорія:Народились 1915
- 2 січня — Джон Гоуп Франклін, американський історик, піонер афроамериканских досліджень в історичній науці
- 15 січня — Лео Мол, канадський скульптор і живописець українського походження
- 1 лютого — Стенлі Метюз, англійський футболіст
- 1 лютого — Майк Макмейгон (старший), канадський хокеїст, володар Кубка Стенлі
- 20 березня — Святослав Ріхтер, російський піаніст
- 22 березня — Жжонов Георгій Степанович, російський актор
- 7 квітня — Біллі Голідей, американська джазова співачка
- 12 квітня — Гаунд-Доґ Тейлор, американський блюзовий гітарист та співак
- 21 квітня — Ентоні Квінн, мексиканський актор
- 26 квітня — Джонні Шайнс, американський музикант.
- 12 травня — Мері Кей Еш, засновниця компанії Mary Kay.
- 15 травня — Пол Семюельсон, американський економіст, нобелівський лауреат (1970)
- 20 травня — Моше Даян, ізраїльський генерал, політик
- 9 червня — Лес Пол, легендарний американський гітарист, новатор в області звукозапису і один з творців електрогітари
- 10 червня — Сол Беллоу, американський письменник
- 13 червня — Дон Бадж, американський тенісист
- 28 липня — Чарльз Гард Таунс, американський фізик
- 29 липня — Кадочников Павло Петрович, російський кіноактор
- 28 серпня - Конякін Олександр Федорович, Герой Радянського Союзу
- 29 серпня — Інгрід Бергман, шведська акторка, тричі удостоєна премії «Оскар» (пом. 1982).
- 3 вересня — Мемфіс Слім (справжнє ім'я Джон Лен Четмен), американський блюзовий піаніст, співак і композитор (пом. 1988)
- 17 жовтня — Артур Міллер, американський драматург
- 25 листопада — Августо Піночет, чилійський генерал-диктатор (1973—1990 рр.)
- 12 грудня — Френк Сінатра, американський співак
- 13 грудня — Курт Юргенс, німецький кіноактор
- 19 грудня — Едіт Піаф, французька співачка і акторка

## Померли
Дивись також Категорія:Померли 1915
- 24 січня — Артур фон Ауверс, німецький астроном
- 2 липня — Порфіріо Діас, президент та диктатор Мексики (народився 15 вересня 1830)

## Нобелівська премія
- з фізики: батько й син Бреґґи за заслуги в дослідженні кристалів за допомогою рентгенівських променів
- з хімії: Ріхард Мартін Вільштеттер — «За дослідження фарбувальних речовин рослинного світу, особливо хлорофілу»
- з медицини та фізіології: Премію не присуджували
- з літератури: Ромен Роллан
- премія миру: Премію не присуджували